# Bradley Barlow

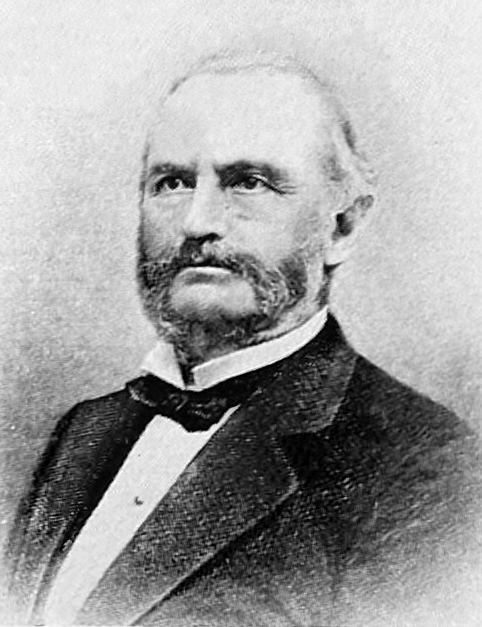
Bradley Barlow

Bradley Barlow (* 12. Mai 1814 in Fairfield, Vermont; † 6. November 1889 in Denver, Colorado) war ein US-amerikanischer Politiker. Zwischen 1879 und 1881 vertrat er den dritten Wahlbezirk des Bundesstaates Vermont im US-Repräsentantenhaus.

## Werdegang
Bradley Barlow besuchte die öffentlichen Schulen seiner Heimat. Danach war er bis 1858 in Philadelphia als Ladenangestellter beschäftigt, ehe er nach Fairfield zurückkehrte, wo er die familieneigene Farm bewirtschaftete. Im Jahr 1857 zog er nach St. Albans, wo er Kassierer bei der Vermont National Bank wurde. In dieser Bank brachte er es später bis zum Präsidenten.
Barlow war zunächst Mitglied der Demokratischen Partei. In den Jahren 1843, 1850 und 1857 war er Delegierter auf Versammlungen zur Überarbeitung der Staatsverfassung von Vermont. 1845 sowie von 1850 bis 1852 war Barlow Abgeordneter im Repräsentantenhaus von Vermont. Zwischen 1860 und 1883 investierte er in Postkutschenlinien im Westen der Vereinigten Staaten. Außerdem stieg er in das Eisenbahngeschäft ein und wurde Präsident zweier Eisenbahngesellschaften. In seiner Heimatgemeinde St. Albans wurde er Mitglied im Schulrat.
Beim Ausbruch des Bürgerkrieges wechselte Bradley Barlow zu den Republikanern. Zwischen 1860 und 1867 war er Kämmerer im Franklin County. Von 1864 bis 1865 war er nochmals im Repräsentantenhaus von Vermont, von 1866 bis 1868 gehörte er dem Staatssenat an. Im Jahr 1878 bewarb er sich erfolglos für die Nominierung seiner Partei für das US-Repräsentantenhaus. Daraufhin trat er als Kandidat der kurzlebigen Greenback Party an und wurde mit Hilfe der Demokraten in den Kongress gewählt. Dort löste er am 4. März 1879 George Whitman Hendee ab. Da er im Jahr 1880 auf eine erneute Kandidatur verzichtete, konnte er bis zum 3. März 1881 nur eine Legislaturperiode im Kongress absolvieren.
Im Jahr 1883 geriet er in finanzielle und wirtschaftliche Schwierigkeiten, die er aber allmählich überwand. Kurz vor seinem Tod zog er nach Denver. Bradley Barlow war mit der 1819 geborenen Caroline Farnsworth verheiratet, mit der er sechs Kinder hatte.